# Max Horkheimer
(Max Horkheimer, Mondo amministrato?)
Max Horkheimer (Stoccarda, 14 febbraio 1895 – Norimberga, 7 luglio 1973) è stato un filosofo, sociologo, storico della filosofia ed accademico tedesco, tra i più importanti esponenti della Scuola di Francoforte.

## Biografia
Nasce a Stoccarda in una famiglia della ricca borghesia ebraica. In gioventù viene costretto a lasciare gli studi ed avviato al lavoro presso la ditta del padre. Nonostante questa imposizione, Horkheimer continuerà ad impegnarsi privatamente nello studio. Scrive alcuni brevi romanzi, che tuttavia non vedranno le stampe. Incontrerà, nel 1916, nel suo ambiente di lavoro la sua futura moglie, Rose Riekher, che al tempo era segretaria di suo padre. Il loro rapporto sarà fortemente osteggiato dalla famiglia, in quanto Rose non era ebrea, ed era di otto anni più anziana di lui. Un altro importante incontro nella sua giovinezza sarà quello con Friedrich Pollock, studioso di economia politica, che sarà suo inseparabile amico durante tutta la vita. All'età di 18 anni sviluppa il suo amore per il pensiero filosofico, mediato dalla lettura degli  Aphorismen zur Lebensweisheit  ("Aforismi sulla saggezza della vita") di Schopenhauer. 
Nel 1918 si iscrive all'Università di Monaco e, successivamente, alla neo-nata Università Goethe di Francoforte dove incontra Theodor Adorno con il quale instaurerà una lunga e produttiva amicizia. Si laurea infine con lode nel 1925 con una tesi su "La Critica del Giudizio di Kant come mediazione tra filosofia pratica e teoretica", sotto la guida di Hans Cornelius. L'anno successivo comincerà ad insegnare nello stesso ateneo in qualità di docente a contratto, ottenendo, nel 1930, la cattedra di filosofia sociale. Nel medesimo anno subentra al dimissionario, per motivi di salute, Karl Grünberg, nella direzione dell'Istituto di ricerche sociali (Institut für Sozialforschung), istituto fondato nel 1922 da alcuni studiosi marxisti, alcuni dei quali, come Friedrich Pollock e Felix Weil, sono amici di Horkheimer. 
È in quel periodo a capo della redazione della rivista dell'Istituto, lo "Zeitschrift für Sozialforschung", avviata nel 1932, che in breve sarà organo ufficiale della cosiddetta Scuola di Francoforte. Nel 1933, con l'inasprirsi delle politiche censorie del Nazionalsocialismo l'Istituto viene chiuso dalla polizia e l'abilitazione all'insegnamento di Horkheimer viene revocata dalle leggi del regime. Il filosofo ripara quindi dapprima a Ginevra, dove viene spostata anche la sede dell'Istituto, e da lì negli Stati Uniti, dove diviene docente il seguente anno alla Columbia University, nuova sede ufficiale anche dell'Istituto di Ricerca Sociale in esilio.
Nel 1940 ottiene la cittadinanza americana, e si trasferisce in California, dove avvia, insieme ad Adorno, la stesura della sua opera più importante, la Dialektik der Aufklärung. Philosophische Fragmente ("Dialettica dell'Illuminismo. Frammenti filosofici"). Rientra a Francoforte nel 1949, e riapre insieme ad Adorno l'Istituto nel 1950. L'anno seguente diviene Rettore dell'Università di Francoforte. Stringe rapporti con Konrad Adenauer e con i rimanenti intellettuali della Repubblica di Weimar reduci dall'esilio. Fa ritorno in America nel 1954 dove insegna nell'Università di Chicago fino al 1959. Lasciato l'insegnamento e la direzione dell'Istituto, per limiti di età, torna in Europa. Vive a Lugano-Castagnola, dove rimane fino alla morte, avvenuta a Norimberga nel 1973. È sepolto nel cimitero ebraico di Berna.

## Pensiero

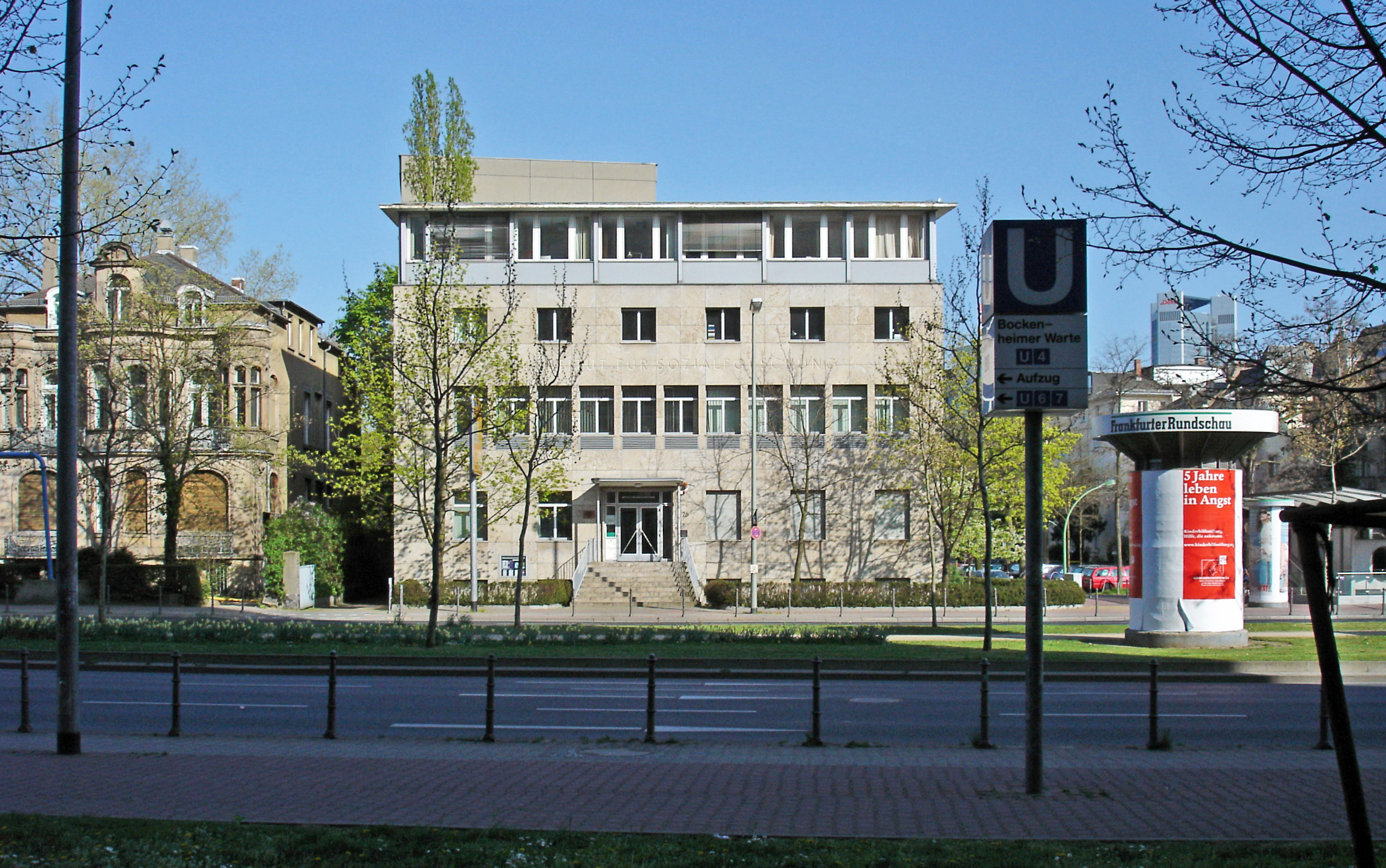
L'Istituto per le Scienze Sociali di Francoforte sul Meno

L'attività principale svolta da Horkheimer in qualità di direttore dell'Istituto per la ricerca sociale fu quella di far convergere negli studi dell'istituto un approccio interdisciplinare il quale solo poteva offrire una riconsiderazione fruttuosa della teoria e della critica marxista della società. Così, nell'opera collettiva Studien über Autorität und Familie: Forschungsberichte aus dem Institut für Sozialforschung del 1936, grande attenzione viene indirizzata da Horkheimer alle analisi proposte dallo psicologo di tradizione freudiana, Erich Fromm (anche lui membro dell'istituto), nel descrivere i processi psicologici secondo i quali i rapporti di dominio sociale vengono interiorizzati nella coscienza degli uomini.
Questa riconsiderazione del marxismo di Horkheimer, alla luce dei contributi delle diverse discipline scientifiche psicologiche e sociali, appare nella sua evidenza con il saggio Traditionelle und kritische Theorie ("Teorie tradizionali e critica") del 1937 dove la "teoria critica" si oppone alla "teoria tradizionale" proprio nel rifiuto, nell'interpretazione del mondo, del metodo scientifico avalutativo. Scopo della "teoria critica" è quindi quello di utilizzare i differenti contributi critici per instaurare una nuova società priva di ingiustizie sociali. Lo scopo della ricerca interdisciplinare non è più scientificamente neutrale ma eminentemente "pratico" e politico. Tale scopo ultimo non si esaurisce tuttavia su un interesse di "classe", ma trova fondamento nella "ragione" stessa in quanto solo nella liberazione dai condizionamenti sociali, la "ragione" può svolgersi in modo compiuto.
Nel 1947 esce per la Querido Verlag di Amsterdam il nuovo saggio che Horkheimer ha scritto, durante la permanenza negli Stati Uniti, insieme ad Adorno nel biennio 1942-44: Dialektik der Aufklärung. Philosophische Fragmente ("Dialettica dell'Illuminismo. Frammenti filosofici"). In quest'opera Horkheimer, chiedendosi in che modo la razionalità dell'Occidente possa aver generato la barbarie nazista, ritiene che la responsabilità non vada ricercata nella "ragione" quanto piuttosto nell'utilizzo di questa in qualità di mero strumento per generare il dominio sulla società, sugli uomini e sui processi interiori degli stessi. Tale utilizzo, secondo Horkheimer si avvia con Bacone e procede con l'Illuminismo fino all'approccio neopositivistico.
Tale analisi si sviluppa ulteriormente nel nuovo breve saggio pubblicato nel 1947 a New York, Eclipse of Reason (Eclisse della ragione) dove viene ulteriormente precisato che il fallimento dell'Occidente, e del suo valore più alto ovvero la "ragione", non è da ricercarsi in quest'ultima ma nell'uso strumentale e distorto che di questa è stato fatto. Così se prima della modernità (cfr. cap.1) era dominante la nozione di "ragione oggettiva" intesa come forza che determina il "mondo" a cui l'uomo deve conformarsi, nell'uso moderno la "ragione" diviene "ragione soggettiva", ovvero "strumentale" a finalità già decise a cui la stessa "ragione" deve adeguarsi non rappresentando più il fine ultimo, né essendo più autonoma. Tale "ragione soggettiva" intende dominare la natura e l'uomo, la cui intima natura intende ribellarsi. Ma la stessa ribellione dell'uomo viene dalla "ragione soggettiva" utilizzata ai propri fini di dominio come nel caso, ma non solo, del nazismo. 
Nell'ultimo Horkheimer la filosofia incontra la teologia in una visione sempre più pessimistica in quanto per il filosofo la "ragione" non può risultare oggi che strumento di autoconservazione e che quindi la prospettiva che consenta di andare oltre il "male" esistente prevede degli interrogativi, e le loro eventuali risposte, in ambito teologico. E tale visione conserva comunque poche speranze sul futuro di un'umanità sempre più globalizzata e amministrata per controllare e gestire la tecnica, e sempre più composta da individui, asserviti a tale mondo amministrato, ormai incapaci di promuovere liberamente le proprie potenzialità:
(Max Horkheimer, Die Sehnsucht nach dem ganz Anderen. Ein Interview mit Kommentar von Helmut Gumnor (1970; "La nostalgia del totalmente Altro", traduzione di Rosino Gibellini. Brescia, Queriniana, 2008, p. 103)

### Opere complete
- Gesammelte Schriften, volumi 1–19. A cura di Alfred Schmidt e Gunzelin Schmid Noerr. S. Fischer Verlag, Francoforte sul Meno 1985-1996.

### Opere tradotte
- Max Horkheimer, Herbert Marcuse, Filosofia e teoria critica, Einaudi ed., a cura di S. Petrucciani, 2003, ISBN 88-06-16471-6
- Max Horkheimer, La nostalgia del totalmente altro, Queriniana, Brescia 2001, 20197, ISBN 978-88-399-0563-5
- Max Horkheimer, Eclissi della ragione. Critica della ragione strumentale, Einaudi ed., trad di E. Spagnol Vaccari, 2000, ISBN 88-06-15437-0
- Max Horkheimer, Theodor W. Adorno, Dialettica dell'illuminismo, Einaudi ed., trad. di R. Solmi, 1997, ISBN 88-06-14353-0
- Max Horkheimer, Taccuini 1950-1969, Marietti ed., trad. di L. Ceppa, 1988, ISBN 88-211-8622-9
- Max Horkheimer, Studi di filosofia della società, Einaudi ed., a cura di W. Brede, trad. di A. Marietti, G. Carchia, G. Backhaus, 1981, ISBN 88-06-52092-X
- Max Horkheimer, Theodor W. Adorno, Lezioni di sociologia, Einaudi ed., trad. di A. Mazzone, 2001, ISBN 88-06-15933-X
- Max Horkheimer, Kant: la critica del giudizio, Liguori ed., a cura di N. Pirillo, 1981, ISBN 88-207-0973-2
- Max Horkheimer, La società di transizione. Individuo e organizzazione nel mondo attuale, Einaudi ed., a cura di W. Brede, trad. di G. Backhaus, 1979, ISBN 88-06-18861-5
- Max Horkheimer, Theodor W. Adorno, I seminari della Scuola di Francoforte, Franco Angeli ed., a cura di F. Riccio, 1999, ISBN 88-464-1201-X
- Max Horkheimer, Gli inizi della filosofia borghese della storia. Da Machiavelli a Hegel, Einaudi ed., trad. di G. Backhaus, 1978, ISBN 88-06-10389-X
- Max Horkheimer, Crepuscolo. Appunti presi in Germania (1926-1931), Einaudi ed., trad. di G. Backhaus, 1977, ISBN 88-06-09886-1
- Max Horkheimer, Studi sull'autorità e la famiglia, UTET ed., trad. di C. Pianciola, A. Cinato, A. Marietti Solmi, 1976, ISBN 88-02-02814-1
- Max Horkheimer, Teoria critica. Scritti 1932-41, Einaudi ed., trad. di G. Backhaus, 1977, ISBN 978-85-273-0038-4 (due volumi)

### Monografie e studi
- Nicola Abbagnano, Storia della filosofia / La filosofia contemporanea, UTET, 2003, ISBN 88-7750-815-9
- Rocco Buttiglione, Dialettica e nostalgia. La Scuola di Francoforte e l'ultimo Horkheimer, Jaka Book, 1978
- Mario Lupoli, Platone e il concetto di ragione in Horkheimer e Adorno, in Platone nel pensiero moderno e contemporaneo, vol. XI (a cura di A. Muni), Limina Mentis, 2017
- S. Petrucciani, Ragione e dominio. L'autocritica della razionalità occidentale in Adorno e Horkheimer, Roma, Salerno Editrice, 1984
- Antonio Ponsetto, Max Horkheimer. Dalla distruzione del mito al mito della distruzione, il Mulino, 1981, ISBN 88-15-20297-8
- Emanuele Severino, La filosofia dai Greci al nostro tempo. La filosofia contemporanea, Rizzoli, 2004, ISBN 88-17-00170-8
- Rolf Wiggershaus, La Scuola di Francoforte, Bollati Boringhieri, 1992, ISBN 88-339-0717-1
- La Scuola di Francoforte. La storia e i testi, a cura di E. Donaggio, Einaudi, 2005, ISBN 88-06-16978-5
- Nicola Emery, Per il non conformismo. Max Horkheimer e Friedrich Pollock: l'altra Scuola di Francoforte, Castelvecchi, 2015, ISBN 978-8869441653
- Giacomo Maria Arrigo, Max Horkheimer e la catastrofe. Ripensando il totalmente Altro, in «Lo Sguardo - Rivista di Filosofia», N. 21 (2016), pp. 259-273.
- Orietta Ombrosi, Il crepuscolo della ragione. Benjamin, Horkheimer, Adorno e Levinas di fronte alla catastrofe, Giuntina, 2014. ISBN 978-8880575238